# 藤森弘子
藤森 弘子（ふじもり ひろこ、1954年12月 - ）は、日本の言語学者。専門は、第二言語習得論・日本語教育学。東京外国語大学名誉教授。帝京大学外国語学部教授。

## 学歴
- 1977年3月 - 関西大学文学部英文学科卒業
- 1994年3月 - 大阪大学大学院言語文化研究科博士前期課程修了
- 1996年3月 - 大阪大学大学院言語文化研究科博士後期課程単位取得退学

## 職歴
- 1977年4月 - チュースマンハッタン銀行勤務
- 1984年10月 河合塾学園名古屋日本語学校講師
- 1989年4月 - 名古屋学院大学留学生別科講師
- 1995年3月 - アメリカ・カナダ大学連合日本研究センター講師
- 1995年10月 上智大学比較文化学部日本語日本文化学科講師
- 1996年4月 - 東京外国語大学留学生日本語教育センター助教授
- 2006年4月 - 同教授
- 2015年4月 - 東京外国語大学国際日本学研究院教授（改組に伴う配置換え）
- 2020年3月 - 東京外国語大学を定年退職
- 2020年4月 - 帝京大学外国語学部教授

## 研究業績

### 単著
- 「REXプログラム拡大の可能性 : 「開発支援型」から「交流支援型」へ」『東京外国語大学 留学生日本語教育センター論集』第28巻、東京外国語大学、2002年3月、191-204頁、ISSN 09189602、NAID 110001073630。
- 「結束性の観点からみた初級日本語学習者の作文」『東京外国語大学 留学生日本語教育センター論集』第31巻、東京外国語大学、2005年、95-109頁、ISSN 0918-9602、NAID 110002342645。
- 「日本語教師養成におけるプロセス重視型授業—多様な日本語教育に対応できる人材養成をめざして」『日本語学・日本語教育国際シンポジウム論文集』、ハノイ国家大学出版社、2007年、59-70頁。
- 「海外の中等日本語教育の現状と展望—中国地域調査結果の分析から」『言語と文化の展望 [The sign of a good book]』、英宝社 (発売)、2007年、441-458頁、ISBN 9784269760028、NCID BA83215085。
- 「教室内における教室活動のバラエティー—海外の中等教育及び予備教育機関調査から」『東京外国語大学 留学生日本語教育センター論集』第34号、2008年、55-69頁。

### 共著
- 工藤 嘉名子、藤森 弘子『初級からのスピーチ指導：まとまりのある話ができるために』 16巻、2009年、50-51頁。doi:10.19022/jlem.16.1_50。ISSN 1881-3968。
- 工藤 嘉名子、藤森 弘子「初級1分スピーチの産出にみるモデル提示の作用」『東京外国語大学 留学生日本語教育センター論集』第35号、東京外国語大学、2009年、47-62頁、ISSN 0918-9602、NAID 40016576649。